# Dale Luck
Dale Allen Luck (Beaver Dam, 1958. május –) amerikai mérnök, aki fontos szerepet játszott az Amiga grafikai szoftvereinek kialakításában. Legismertebb alkotása az R.J. Micallal az Amiga első bemutatójára készített "Boing Ball" (pattogó labda) demó.

## Magánélete
Dale Allen Luck (viselt nevén: Dale Luck) a Wisconsin állambeli Beaver Damban született 1958 májusában. Gyermekkoráról kevés adat ismert, a szülővárosában lévő Wayland Academy középiskolába járt, majd 1976 és 1979 között a Michigan Technological University hallgatója volt, ahol BSC fokozatot szerzett számítástechnikából. Az egyeteme számítástechnikai külső tanácsadói testületének tagja, melynek révén aktívan támogatja az intézmény fejlődését.
2007 júniusában megházasodott, majd feleségével, Rosemarie Luckkal a kaliforniai Campbellbe költöztek egy nagyobb ingatlanba. 1996 óta szabadidejében játéktermi gépeket gyűjt, köztük flippereket.
Egy igazán elhivatott gyűjtő sosem szorul rá, hogy kevesebb játéka legyen, épp csak több helyre van szüksége.

## Szakmai tevékenységei

### Hewlett-Packard
Dale Luck a főiskola elvégzése után a Hewlett-Packard vállalatnál helyezkedett el és szoftvermérnökként a HP 2700 grafikus terminálon dolgozott három évig. A gép bemutatása és a magas ára miatti kudarca után úgy gondolta, a Unix rendszer lehet út több felhasználóhoz. Akkori főnökei az Intel processzorai felé kezdtek nyitni, amely irány Dale Luckot nem érdekelte és 1983-ban elkezdett állást keresni.

### Amiga Corporation, Commodore-Amiga
Több interjú után került kapcsolatba az Amiga Corporationnel, de az első interjúról elfeledkezett és sűrű elnézéseket kérve kapott egy második lehetőséget. A startup által felkínált lehetőség, egy teljesen új, Motorola 68000 processzorra, illetve egyedi társprocesszorokra (custom chipek) épülő többfeladatos grafikus számítógép megalkotásában való részvétel teljesen felvillanyozta, különösen, hogy a méregdrága HP 2700-zal ellentétben, az Amiga egy elérhető árú terméknek volt pozícionálva. Végül a biztos, de számára nem túl kecsegtető perspektívát jelentő nagy vállalatot, lecserélte egy startuppal, melynek addigi legsikeresebb terméke egy joystick volt.
1983 augusztusában csatlakozott az Amiga Corp.-hoz, majd további két programozó érkezett: R.J. Mical és Carl Sassenrath. Nem volt még kész hardverük, se működő szoftverük, csak tervek az asztalon. Fejlesztő eszközökön kezdtek el dolgozni, de még végleges hardver nélkül. Első programjai között volt egy sprite szimulátor, valamint egy Blitter szimulátor (a Blitter chip szoftveres leképezése). A Blitter kapcsán, már 1983 októberében, több teljesítményjavító fejlesztést is javasolt a fiatal Luck, melyet a hardveres kollégák először elengedtek a fülük mellett. Luck addig piszkálta őket, míg végül a mérnökökért felelős alelnök, Jay Miner el nem hívta egy ebédre, hogy beszéljék meg a dolgot. Dale Luck megmutatta neki elképzeléseit és végül meggyőzte Minert, melynek nyomán módosították a Blitter hardverét, ami által az hatékonyabb és gyorsabb lett.
Dale Luck úgy festett hosszú hajával és módfelett lazaságával, mint egy átlagos hajléktalan hippi az utcáról.

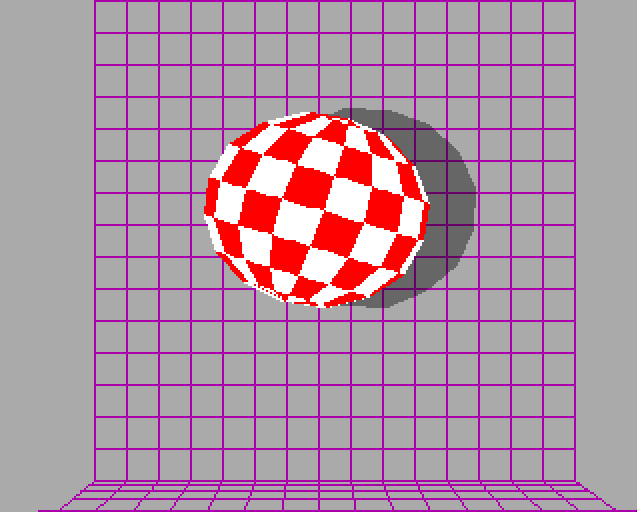
Képernyőkép a Boing Ball demóból

Az Amiga Corp-os időszakban a Blitter hardveres rajzolási képességeinek a fejlesztése mellett az Amiga grafikai programkönyvtárain (graphics.library, layer.library) dolgozott, valamint ő fejlesztette ki a fel-le mozgatható képernyőket (draggable screen).
Végül az 1984 januári Consumer Electronics Shown bemutatták a készülő gép prototípusát, melyhez egyetlen éjszaka alatt készítette el Dale Luck és R.J. Mical a nagy feltűnést keltő és máig emblematikus, forgó-pattogó, piros-fehér kockás mintázatú labdát megjelenítő "Boing Ball" demót. Operációs rendszer híján ez volt az egyetlen látványos szoftverelem, mellyel a gép képességeit prezentálták, sikerrel.
A Commodore International 1984 augusztusában felvásárolta az Amiga Corp.-t, mely többeket magával sodort a startup csapatából, de Dale Luck maradt egészen 1987-ig.

### GfxBase és szerződéses munka
1987-ben – a kaliforniai los gatosi kirendeltség bezárása után – otthagyta a Commodore-Amigát és saját céget alapított GfxBase néven, melynek keretében kiadta az X Window System-et Amigára. Úgy gondolta, a kettő ötvözése ideális alap lesz a keresztplatformos grafikus fejlesztésekhez. Lényegében egy szabványos grafikus terminált akart létrehozni Amigán, mely Ethernet kapcsolaton keresztül kapcsolatban áll például a munkahelyi nagygépes rendszerekkel, mint amilyen a VAX vagy a Cray. Még egy 3-gombos egeret is lefejlesztetett egy Sun-hoz készült egér adaptálásával. A Commodore-ral sem szűnt meg a munkakapcsolata, a Kickstart 1.3-as változatán dolgozott, annak 1988-as kiadásáig.
1989-től, mint szerződéses partner dolgozott a Commodore-nak a pennsylvaniai West Chesterben. Főleg számítógép hálózatokkal és különféle más témákkal foglalkozott a mintegy 9 hónap alatt, majd végül 1990 tavaszán visszatért Kaliforniába a saját cégéhez, mert már akkor úgy látta, hogy a Commodore nagy gondban van és a szeretett hardverplatformja hamarosan eltűnhet.

### New Technologies Group és 3DO
Régi kollégája, RJ Mical új cégéhez, a New Technologies Grouphoz (NTG) igazolt ezután, ahol összesen 6 évet töltött és preemptív többfeladatos kernelt, memóriakezelőt, I/O Interfészt, illetve CD másolásvédelmi rendszert tervezett és valósított meg a közben a 3DO által felvásárolt cég 3DO Interactive Multiplayer otthoni videójáték-konzoljához.

### Telekommunikáció
A következő években Luck a telekommunikáció felé fordult. A Shoretelnél valósidejű VoIP csomagfeldolgozó, jitter puffer kezelő, jelvisszaverődés (echo) kiiktató megoldásokat dolgozott ki. Hangjel-feldolgozással, hangtömörítéssel is foglalkozott, melyek az iparág akkor legkisebb késleltetési idejű megvalósításai közé tartoztak.
A Barracuda Networks számára 2009-ben újszerű víruskeresési, e-mail vizsgálati metódust dolgozott ki, melynek kapcsán – szerzőtársával – szabadalmat is jegyez.

### Streaming
2009-től tíz éven keresztül streaming media területen dolgozott a Roku nevű cégnél, régi kollégájával Carl Sassenrath-tal együtt.